# ТЕС Таллаварра
ТЕС Таллаварра — теплова електростанція на сході Австралії.

## Вугільна електростанція
У 1954—1961 роках стали до ладу дві черги електростанції, розрахованої на споживання вугілля:
- Таллаварра А, яка отримала чотири парові турбіни потужністю по 30 МВт, які живились від чотирьох парових котлів продуктивністю по 140 тонн пари на годину;
- Таллаварра В, що мала дві парові турбіни потужністю по 100 МВт, які живились від двох парових котлів продуктивністю по 360 тонн пари на годину.
Для видалення продуктів згоряння кожна черга отримала свій димар.
Воду для охолодження отримували з озера Іллаварра, на західному узбережжі якого був майданчик ТЕС.
У 1989-му вугільну станцію закрили та демонтували протягом наступного десятиліття.

## Газова електростанція
У 2009 році на майданчику колишньої вугільної ТЕС став до ладу парогазовий блок комбінованого циклу потужністю 435 МВт (знову отримав позначення Таллаварра А), в якому газові турбіни потужністю 288 МВт живить через котел-утилізатор одну парову турбіну з показником 160 МВт. Паливна ефективність блоку досягає 60 %.
У 2024-му запустили чергу Таллаварра В, яка складається із однієї встановленої на роботу у відкритому циклі газової турбіни потужністю 320 МВт. Вона призначена для покриття пікових потреб та має паливну ефективність у 38,6 %.
Як паливо станція використовує природний газ, що може надходити по перемичці від трубопроводу Лонгфорд – Сідней. Втім, черга В також розрахована на споживання певних обсягів водню, який домішується до природного газу (використання водню може стати актуальним в умовах розвитку відновлюваної енергетики).
Для видалення продуктів згоряння черга В отримала димар заввишки 50 метрів.
Система охолодження використовує канал до озера Іллаварра, споруджений ще для вугільної ТЕС.
Видача продукції відбувається по ЛЕП, що працює під напругою 132 кВ.